# بنو ۱۰۱۹۵۵
سیارک ۱۰۱۹۵۵ بن‌نو (به انگلیسی: 101955 Bennu)، (نام موقت 1999 RQ36)، یکی از سیارک‌های آپولو است که کشف آن توسط پروژهٔ لینیر یا بررسی سیارک‌های نزدیک به زمین لینکلن (LINEAR) در ۱۱ سپتامبر ۱۹۹۹ صورت گرفت. این سیارک هدفِ برنامه‌ریزی شدهٔ مأموریتِ کاوشگر اسیریس-رکس جهت تهیه و آوردن نمونه از سطح آن به زمین قرار گرفت که این نمونه‌ها در بیست و چهارم ماه سپتامبر سال ۲۰۲۳ به زمین فرستاده شد. مواد نمونه برای بررسی بیشتر و دقیق‌تر هویت آن سیارک استفاده خواهد شد. این سیارک به صورت بالقوه برای زمین یک سیارک برخوردی به حساب آمده و در جدول نگهبانی (Sentry) امتیاز در مقیاس خطر پالرمو سومین ذکر شده است.
سیارک بن‌نو دارای قطر متوسط حدود ۴۹۲ متر (۱۶۱۴ فوت؛ ۰٫۳۰۶ مایل). و به‌طور گسترده با رادار رصدخانه آرسیبو و رصدخانه‌های سیاره‌ای و مرکز شبکه فضای دوردست گلداستون رصد می‌شود.
در ۲۰ اکتبر ۲٫۲۰ اسیریس-رکس با موفقیت بر سطح بن‌نو فرود آمد و نمونه خاک آن را جمع‌آوری کرد.

سیارک ۱۰۱۹۵۵ بن‌نو، تصویر توسط کاوشگر اسیریس-رکس (۳ دسامبر ۲۰۱۸)

## کشف و رصد
بن‌نو در ۱۱ سپتامبر ۱۹۹ توسط پروژهٔ لینیر یا بررسی سیارک‌های نزدیک به زمین لینکلن (LINEAR) کشف شد. این سیارک به‌عنوان 1999 RQ36 نام‌گذاری موقت و به‌عنوان یک سیارک نزدیک به زمین طبقه‌بندی شد. بن‌نو با استفاده از تصویربرداری توسط رادار رصدخانه آرسیبو و رصدخانه‌های سیاره‌ای و مرکز شبکه فضای دوردست گلداستون به‌طور گسترده مشاهده شد، زیرا بن‌نو در ۲۳ سپتامبر ۱۹۹۹ به زمین نزدیک شد.

## ویژگی‌های فیزیکی

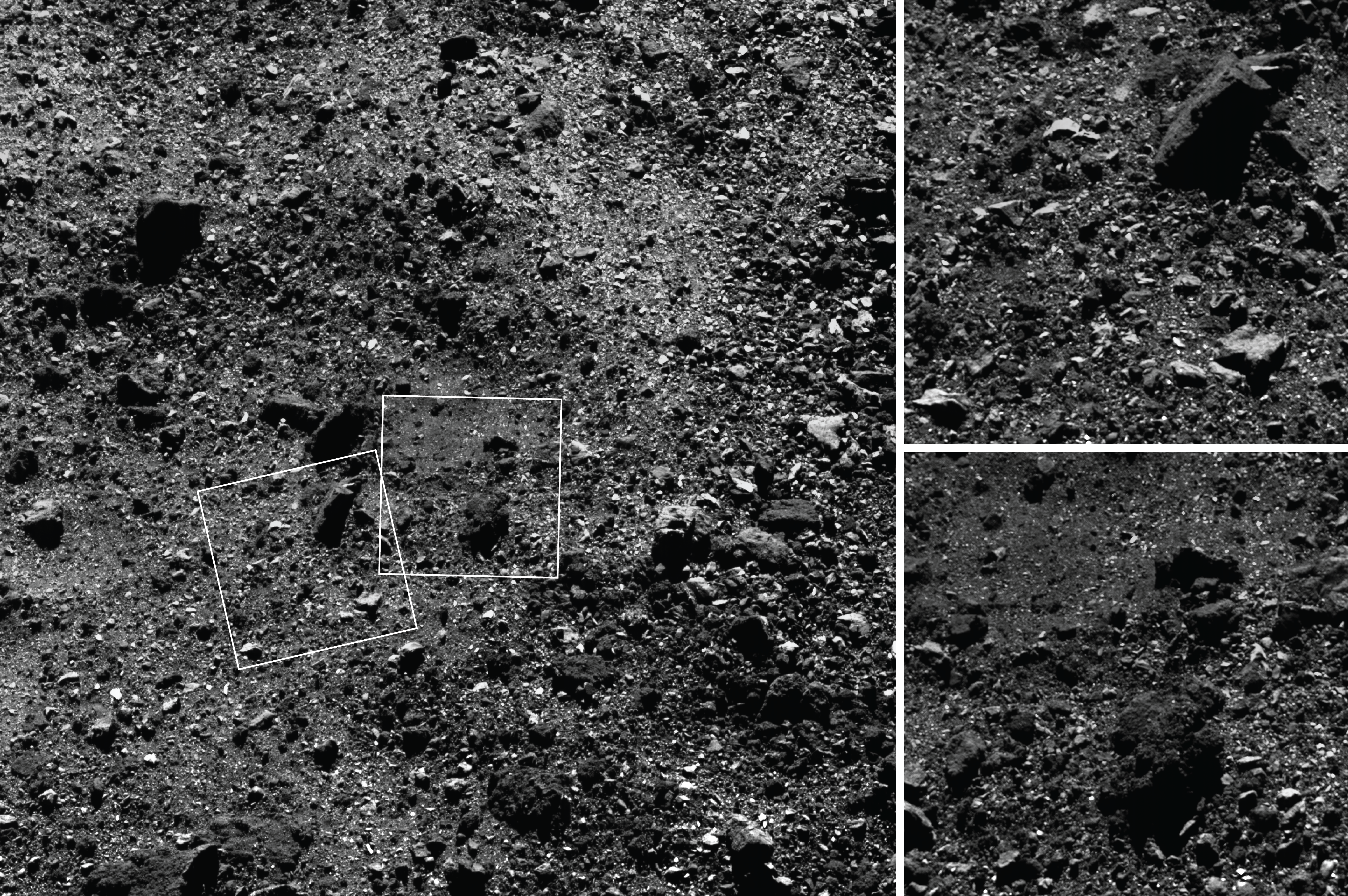
این سه تصویر که توسط فضاپیمای اسیریس-رکس ناسا به دست آمده است، یک شات گسترده و دو نمای نزدیک از یک منطقه در نیمکره شمالی سیارک بننو را نشان می‌دهد. تصویر زاویه باز (سمت چپ) که توسط دوربین MapCam فضاپیما به دست آمده است، منطقه ای به وسعت ۵۹۰ فوت (۱۸۰ متر) را با سنگ‌های فراوان، از جمله برخی تخته سنگ‌های بزرگ، و یک حوضچه از سنگ سنگی نشان می‌دهد که عمدتاً فاقد سنگ‌های بزرگ است. سنگ‌ها دو تصویر نزدیک‌تر که توسط دوربین پلی‌کم با وضوح بالا به دست آمده‌اند، جزئیات مناطق را در تصویر MapCam نشان می‌دهند، به‌ویژه یک تخته سنگ ۵۰ فوتی (۱۵ متری) (بالا) و حوض سنگ‌لیت (پایین). قاب‌های PolyCam 101 فوت (۳۱ متر) عرض دارند و تخته سنگی به تصویر کشیده شده تقریباً به اندازه یک نهنگ عنبر است. این تصاویر در ۲۵ فوریه زمانی که فضاپیما در مدار بنو، تقریباً ۱٫۱ مایل (۱٫۸ کیلومتر) از سطح سیارک در حال گردش بود، گرفته شد. برنامه رصدی برای این روز هر ۱۰ دقیقه یک MapCam و دو تصویر PolyCam را ارائه می‌کرد که این ترکیبی از زمینه و جزئیات سطح Bennu را امکان‌پذیر می‌کرد.

بن‌نو شکل تقریباً کروی دارد و شبیه یک فرفره است. محور دَوَران بن‌نو ۱۷۸ درجه نسبت به مدار آن کج شده است. جهت چرخش حول محور آن نسبت به مدار آن مخالف‌گرد است. درحالی‌که مشاهدات اولیه راداری زمینی نشان می‌داد که بن‌نو شکلی نسبتاً صاف با یک تخته سنگ برجسته ۱۰–۲۰ متری روی سطح خود دارد، داده‌های با وضوح بالا به دست آمده توسط اسیریس-رکس نشان داد که سطح بسیار ناهموارتر با بیش از ۲۰۰ تخته سنگ بزرگ‌تر از ۱۰ متر است. روی سطح، بزرگ‌ترین آن‌ها ۵۸ متر عرض دارد.
توده‌های سیارک بن‌نو حاوی رگه‌هایی از مواد معدنی کربنات با سپیدایی بالا هستند که اعتقاد بر این است که قبل از تشکیل سیارک، در اثر جریان‌های آب گرم در جسم مادر (جسمی آسمانی بزرگ‌تر که یک یا چند جسم کوچکتر، مانند سیارک، از بقایای آن تشکیل شده‌اند) بسیار بزرگ‌تر آن شکل گرفته‌اند. رگه‌های کربناتی بن‌نو بسیار بزرگ‌تر از رگه‌های کربناتی دیده شده در شهاب‌سنگ‌ها هستند. عرض این رگه‌ها بین ۳ تا ۱۵ سانتی‌متر و طول آن‌ها گاهی بیش از یک متر است.